# Agyrium
Agyrium is een geslacht van korstmossen behorend tot de familie Teloschistaceae. De typesoort is Agyrium rufum.

## Geslachten
Volgens Index Fungorum telt het geslacht twee soorten (peildatum december 2023):
| Soortnaam         | Auteur(s)                 | Publicatiejaar |
| ----------------- | ------------------------- | -------------- |
| Agyrium aurantium | W.Y. Zhuang & Zhu L. Yang | 2006           |
| Agyrium rufum     | (Pers.) Fr.               | 1822           |